# K21歩兵戦闘車
K21歩兵戦闘車（K21ほへいせんとうしゃ）は、韓国陸軍が運用中である歩兵戦闘車（IFV：Infantry Fighting Vehicle）。K300またはXK21 KNIFV（Korea Next-generation Infantry Fighting Vehicle：韓国次世代歩兵戦闘車）として開発されていた。

## 開発
韓国陸軍では、従来用いていたM113装甲兵員輸送車に加え、1982年にはAIFVをベースにしたK200装甲兵員輸送車を制式化した。一方、韓国陸軍の事実上の対立勢力である朝鮮人民軍は、本格的な歩兵戦闘車であるBMP-1を配備しているとの情報があり、M113が原型のK200では対抗できないのは明らかであった。
1999年、朝鮮人民軍の歩兵戦闘車に対抗するため、大韓民国国防科学研究所（ADD）は、新型歩兵戦闘車の設計開発を開始した。
2017年2月23日、K21歩兵戦闘車（IFV）と軽回収車のプログラムに800馬力のトランスミッションキットを供給するために1,730万ドルの契約を授与されたとL-3 テクノロジーズは発表した。
1両あたりの価格は約30億ウォンと報じられており、韓国陸軍では466両の配備を計画している。

## 設計

### 車体

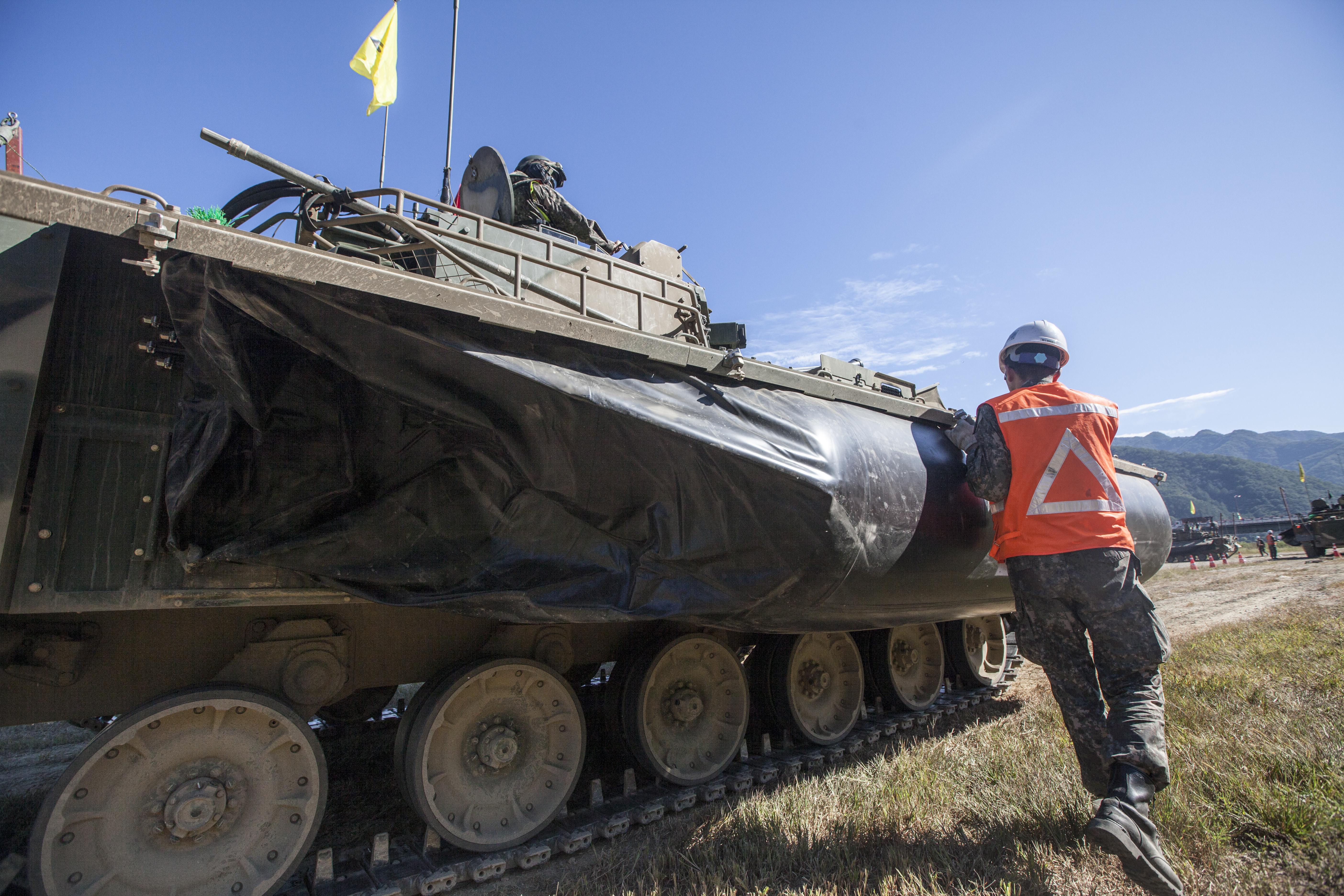
K21の車体側面に存在するエアバッグ

シャーシはアルミ合金製で、グラスファイバーも使用し車重低減が図られている。また、高出力ディーゼルターボエンジンを搭載しているため、整地最高速度は時速70kmに達し、新型主力戦車のK2に随伴することが可能である。
前面は30mm APDS弾頭に耐えられるよう複合装甲（ガラス繊維・セラミック素材）が採用されている。側面装甲は14.5mm徹甲弾に耐えられるほか、韓国陸軍の公開動画では、BMP-3の30mm徹甲弾（30mm 3UBR6）に耐えられる性能を見せている。上部砲塔は155mm砲弾の断片に耐えられるよう設計されている。
燃料タンクには弾頭による耐火災対策（ソフトシーリング）が施されている。車両内部には自動消火装置も備え付けられている。その他NBC防護システムも採用されている。また、車体両側面には大型のエアバッグが搭載されていて、水上を時速7kmで浮航することが可能である。

### 武装

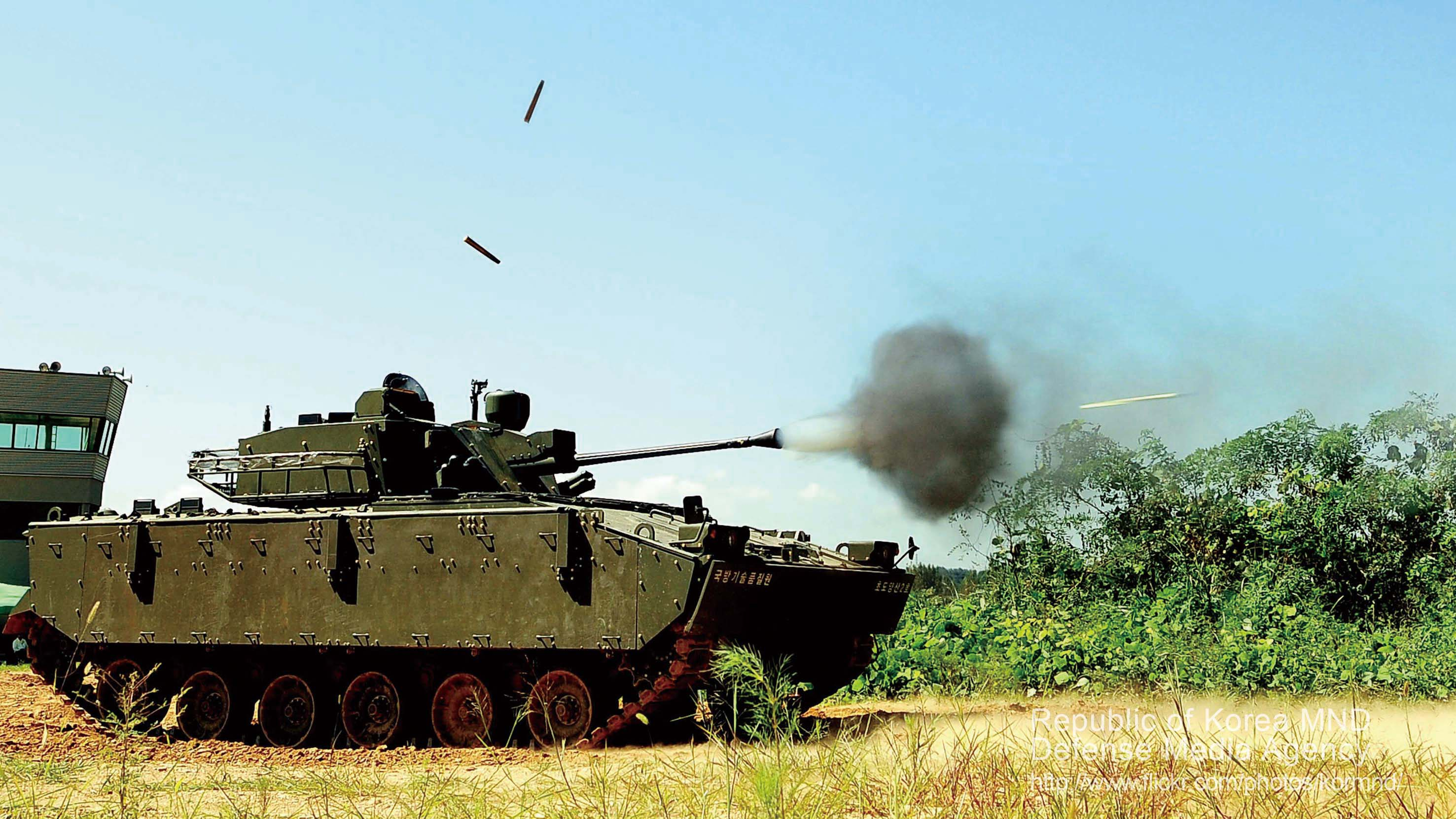
40mm機関砲の射撃テスト時の様子

上部旋回砲塔（ターレット）内部に2名の乗員が乗り込み、武装操作を行う。1名は車両操縦のために車両下部に乗り込む。主砲である40mm機関砲は歩兵戦闘車としては強力で、低空飛行するヘリコプターなどへの攻撃も可能。40mm機関砲からはAPFSDS弾頭なども発射可能。主力戦車に随伴し、最新型FCS（火気管制装置）の搭載により戦車などの攻撃範囲外である高角度砲撃や対空攻撃などにあたる。機関砲は1分間に300発の発射が可能。その射速は1,005m/sである。また、40mm機関砲弾は上部砲塔内ではなく、下部車体内に納められている。その他、使用可能なAPFSDS弾頭は距離1,000mで200mmの装甲を貫通する能力を有している。
砲塔左側面には国産のAT-1K対戦車ミサイルの連装発射器が装備されている。この対戦車ミサイルはイスラエル製スパイク対戦車ミサイルを元に開発された光学有線誘導型ミサイルである。このミサイルは開発が完了し次第追加装備される予定である。

### センサー
砲手サイトのほか、独立した車長サイトがあり、ハンターキラー能力を有する。また、砲手側照準で目標を見失った場合でも車長側照準情報にて目標追跡、砲撃などコマンドの上書きが可能。照準器は共に赤外線光学器であり、内蔵の1.54um レーザーレンジファインダーは6,000mまで追跡、3,000mまでは識別判断が可能となっている。センサー内にはIFFを内蔵する。
ベトロニクスにはFCS（火器管制装置）の他、GPS（全地球測位システム）・INS（慣性航法装置）・自動故障診断装置が含まれており、C4I データリンク装置により、指揮所や味方車両とのリアルタイム通信が可能。

## 比較
|          | M2ブラッドレー           | ウォーリア           | 89式                      | Strf 90            |
| -------- | ------------------------ | -------------------- | ------------------------- | ------------------ |
| 画像     |                          |                      |                           |                    |
| 全長     | 6.55 m                   | 6.34 m               | 6.8 m                     | 7.0 m              |
| 全幅     | 3.60 m                   | 3.03 m               | 3.20 m                    | 3.42 m             |
| 全高     | 2.98 m                   | 2.78 m               | 2.50 m                    | 2.75 m             |
| 重量     | 30.4 t                   | 24.5 t               | 26.5 t                    | 27.6 t             |
| 最高速度 | 66 km/h                  | 75 km/h              | 70 km/h                   | 70 km/h            |
| 乗員数   | 3名+兵員6名              | 3名+兵員7名          | 3名+兵員7名               | 3名+兵員7名        |
| 主武装   | 87口径25mm機関砲×1       | 81.3口径30mm機関砲×1 | 90口径35mm機関砲×1        | 70口径40mm機関砲×1 |
| 副武装   | 7.62mm機関銃×1 TOW ATM×2 | 7.62mm機関銃×1       | 7.62mm機関銃×1 79式 ATM×2 | 7.62mm機関銃×1     |

|          | ASCOD                                                | K21                        | プーマ                         | T-15                     |
| -------- | ---------------------------------------------------- | -------------------------- | ------------------------------ | ------------------------ |
| 画像     |                                                      |                            |                                |                          |
| 全長     | 6.24 m                                               | 6.90 m                     | 7.40 m (防護レベルC)           | 不明                     |
| 全幅     | 3.64 m                                               | 3.40 m                     | 3.70 m (防護レベルC)           | 不明                     |
| 全高     | 2.43 m                                               | 2.60 m                     | 3.10 m (防護レベルC)           | 不明                     |
| 重量     | 28 t                                                 | 25.0 t                     | 41.0 t (防護レベルC)           | 55 t                     |
| 最高速度 | 72 km/h                                              | 70 km/h                    | 70 km/h                        | 65–70 km/h               |
| 乗員数   | 3名+兵員8名                                          | 3名+兵員9名                | 3名+兵員6名                    | 3名+兵員9名              |
| 主武装   | 82口径30mm機関砲×1                                   | 70口径40mm機関砲×1         | 82口径30mm機関砲×1             | 80.5口径30mm機関砲×1     |
| 副武装   | 7.62mm機関銃MG3×1(ピサロ) 7.62mm機関銃MG74×1(ウラン) | 7.62mm機関銃×1 AT-1K ATM×2 | 5.56mm軽機関銃 スパイク-LR ATM | 7.62mm機関銃 9M133 ATM×4 |

## 派生型
K21-105軽戦車
K21をベースにハンファ・ディフェンスが開発した軽戦車。CMIディフェンス社製の2名乗り砲塔を搭載しており、武装として１０５mm砲と7.62ｍｍ機関銃を装備している。またオプションとして砲安定化装置と対戦車ミサイルが用意されている。
AS21 レッドバック
オーストラリア陸軍向けの輸出仕様。愛称のレッドバックはオーストラリア地域に生息し、世界で最も強力な毒を持つ蜘蛛とされるセアカゴケグモ(Redback Spider)から取られている。装甲防御力やステルス性能を高めたT2000砲塔の搭載や12.7ｍｍリモート・ウェポン・システムの装備などといった改良がなされている。また対戦車ミサイルとしてジャベリン1基、スパイク-LR2基のどちらかを搭載することができる。
同軍の未来型軌道装甲車獲得事業「ランド400 フェーズ３」においてラインメタル社のKF41歩兵戦闘車と共に最終候補として挙がっていた。
2023年7月27日、ハンファ・エアロスペースはオーストラリア政府からAS21の供給に関して最大70億豪ドルの契約を獲得したと発表した。

## 運用国
- 大韓民国
2014年時点で300両あまりが実戦配備されている。2015年にはさらに100両を追加する予定である[6]。
- オーストラリア(AS21)
M113の後継車両としてを129台購入する予定[5]。

## 不具合と改善
2009年12月9日に渡河演習を行っていたところ、浸水によりエンジンが停止し、乗員が緊急脱出するという事故が発生した。2010年7月29日にも、水上操縦訓練場で操縦教育中に浸水し沈没。操縦していた下士官1名が死亡するという事故が発生した。これらの事故により、本車は浮航能力に問題があるのではないかと指摘された。この事故について韓国軍の合同調査団は、設計上の総体的欠陥が原因だったと発表し、2012年初頭まで戦力化が中断された。
また、2012年10月の防衛事業庁国政監査で、装甲車に装備されている近接センサーが、射撃ができないほど頻繁に故障する欠陥があることも判明。さらに、2013年、国防技術品質院が兵器の部品納入業者が提出する公認試験成績書を調べた結果、K21においては268件の偽造が明らかになっている。
2015年の韓国監査院による調査の結果、上記不具合の原因が解明され、浸水事故の原因は
1. 設計上の想定より過剰出力かつ過大重量のパワーパック選定による前方浮力の不足
2. 浮上用波切板の強度不足による変形・機能不全
3. エンジンルームの排水ポンプの機能不全

の3点と判明した。
これを受けて改善事業が実施され、
1. 前方浮力の不足については、重量物である車体前面ドーザーブレードの撤去及び車両前方に浮力板の増設[12]
2. 波切板については、補強及び二重構造化、加えてポリウレタン製浮力材を追加する事による強度と浮力確保の両立のための改修を実施[13]
3. エンジンルームの浸水については、逆流防止弁の装備及び排水ポンプの数を２つに増設し浸水の抑制及び排水能力の強化[14]

の改修を実施した。

## 登場作品
映画
『FLU 運命の36時間』
物語終盤、韓国軍の車両が登場。パンデミックの発生した盆唐区の高速道路を封鎖した軍部隊の中に1両だけ含まれており、砲塔部分が映る。